# Nicholas Handy
Nicholas Charles Handy, FRS (Wiltshire, 17 de junho de 1941 — 2 de outubro de 2012) foi um químico britânico. Aposentou-se como professor de química quântica da Universidade de Cambridge em setembro de 2004.
Handy nasceu em Wiltshire, Inglaterra, e frequentou a Clayesmore School. Escreveu 320 artigos científicos publicados em periódicos de físico-química e química teórica.

## Prêmios e condecorações
- Membro da Royal Society, Londres (1990)
- Medalha Leverhulme de 2002[3]
- Membro da Academia Internacional de Ciências Moleculares Quânticas